# Список гір Болгарії

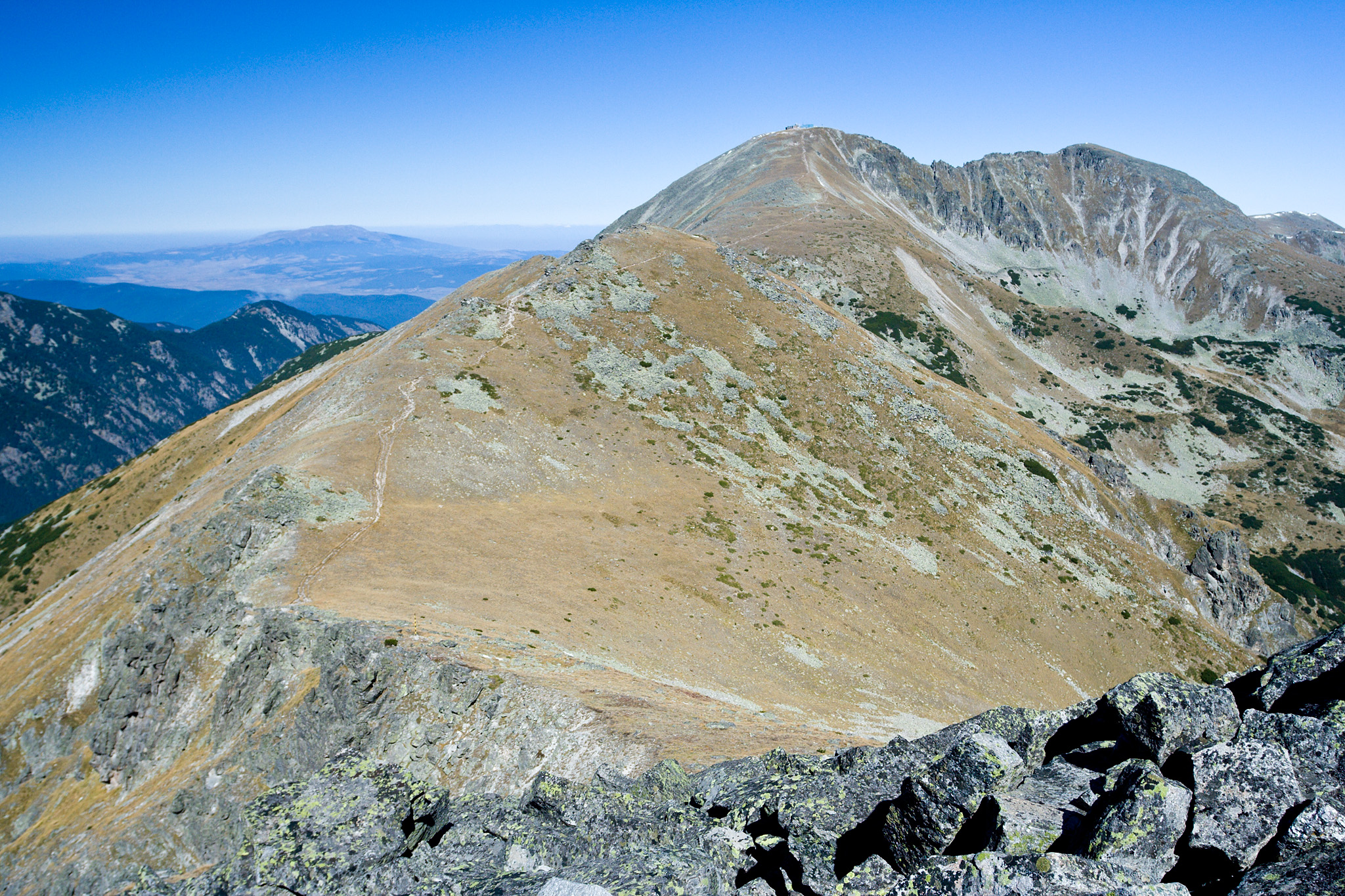
Пік Мусала, Рила

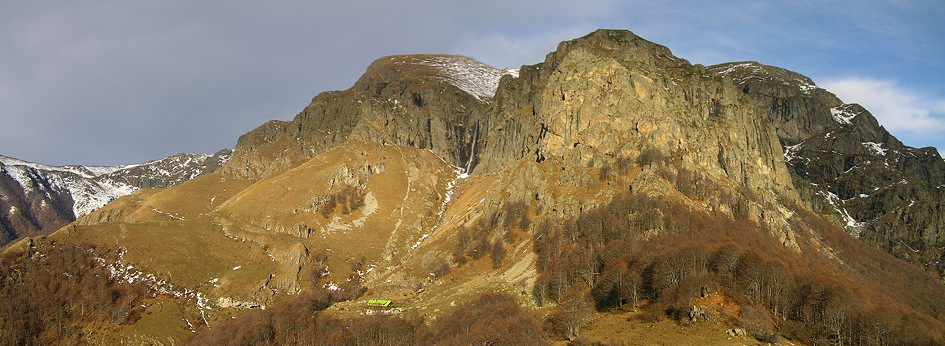
Центральний Балканський національний парк, Балканські гори

Найбільша гірська система в Болгарії, зветься Стара-Планина (Балканські гори). Вона перетинає всю країну і розділяє її навпіл на Північну і Південну, даючи назву всьому Балканському півострову. Іншими великими горами є масиви Родопи та Странджа на півдні. Найвищою точкою є гора Ботев (2376 м).
Гори становлять значну частину Болгарії і переважають у південно-західній і центральній частинах. Найвищими горами Болгарії є Рила (найвища вершина Мусала, 2925 м; найвища на Балканах) і Пірін (найвища вершина Віхрен, 2914 м). 

## Список гір Болгарії з їх найвищими вершинами
| - Балканські гори : - Калоферська гора (2376 м, пік Ботев, Центральні Балканські гори) - Златишко-Тетевенська гора (2198 м, пік Вежен, Центральні Балканські гори) - Чипровська гора (2168 м, Міджор, Західні Балканські гори) - Троянська гора (2166 м, пік Левскі (також Амбарица), Центральні Балканські гори) - Берковська гора (2016 м, пік Ком, Західні Балканські гори) - Беласиця (2029 м, вершина Радомир) - Гори Біло - Богівська гора (1318 м, Огорелиця) - Чорна гора (1129 м, Тумба) - Чудінська гора (1497 м, Арамлія) - Еловишка планина (1329 м, Плоча) - Ерульська гора (1481 м, Големі) - Ездімірська гора (1219 м, Големі врах) - Голе бардо (1158 м, Ветрушка) - Гребен (1338 м, Джигліна лівада, Сербія) - Карвав камак (1737 м, Біло) - Кобільська гора (1312 м, Чардак) - Конявська гора (1487 м, Відень) - Лешниковська гора (1086 м, Златарица) - Лисець (1500 м, Врашник) - Лозенська планина - Любаш (1398 м, Любаш) - Люлін (1256 м, Дупевиця) - Малешевська гора (1803 м, Ільов) - Мілевська гора (1733 м, Мілевець) - Огражден (1644 м, Більська чука) | - Осоговська гора (2251 м, вершина Руен ) - Пеньковська гора (1187 м, Коньський) - Пірін (2914 м, Віхрен ) - Плана (1338 м, Манастирище) - Родопи (2191 м, Великий Перелик ) - Рила (2925 м, Мусала ) - Руй (1706 м, Руй) - Сакар (856 м, Вишеград) - Слов'янка (2212 м, Гоцев) - Середня гора (1604 м, Великий Богдан) - Старгач (1218 м, Асанів врих) - Странджа (710 м, Велике Градище) - Стража (1389 м, Стража) - Царичка гора (1671 м, Остріка) - Верила (1415 м, Великий Дебелець) - Віскяр (1077 м, Мечі камак) - Витоша (2290 м, Черні-Врих ) - Влагіна (1924 м, Огреяк/Кадійца) - Завальська гора (1181 м, Кітка) - Земенська гора (1295 м, Тичак) - Знепольська Рудина (1485 м, Голема Рудина) |

## Галерея

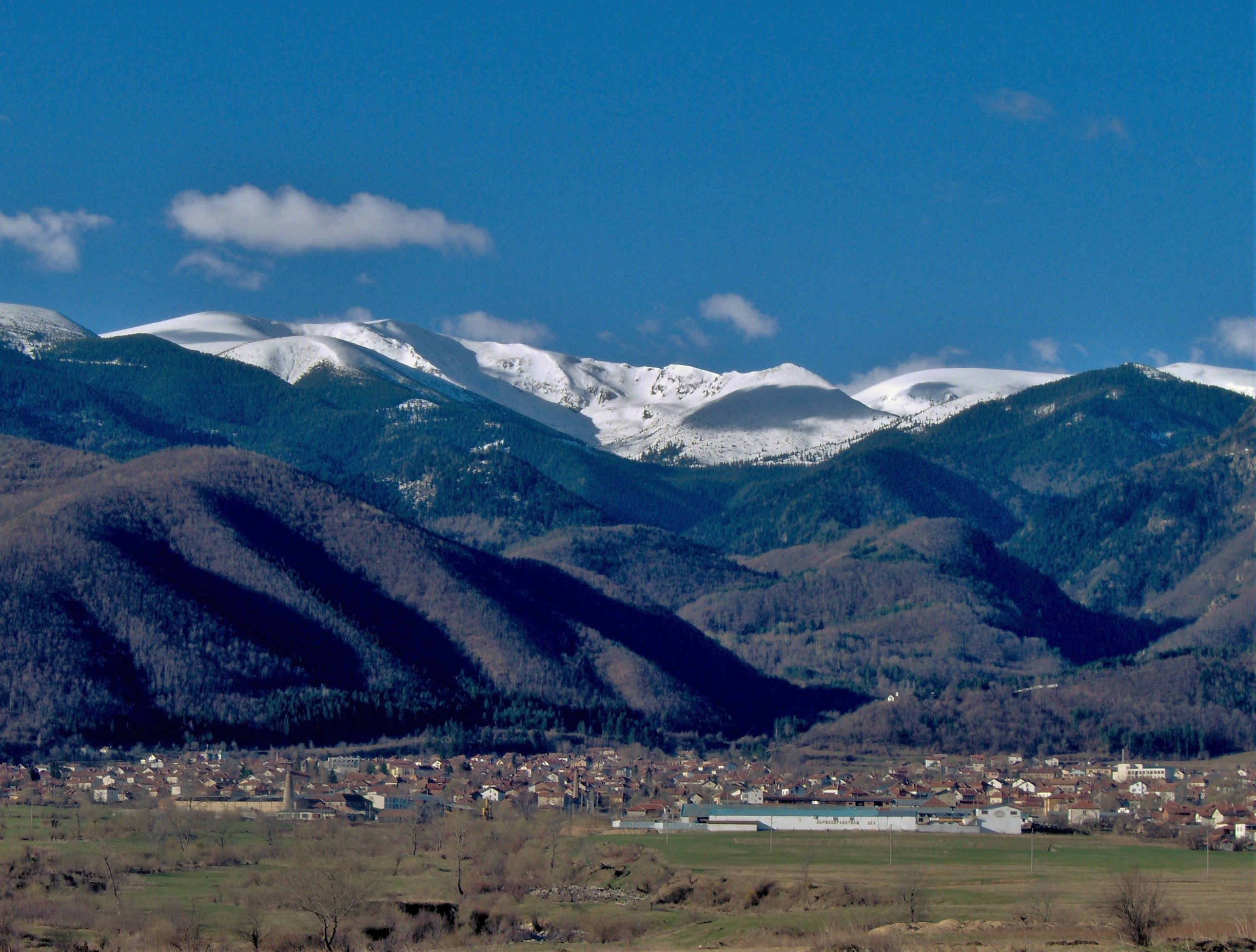
Ріла
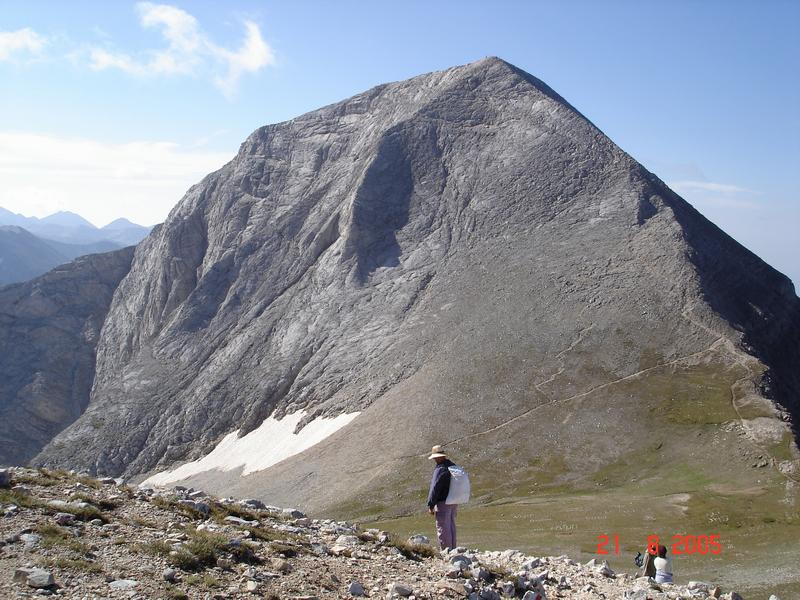
Пік Віхрен
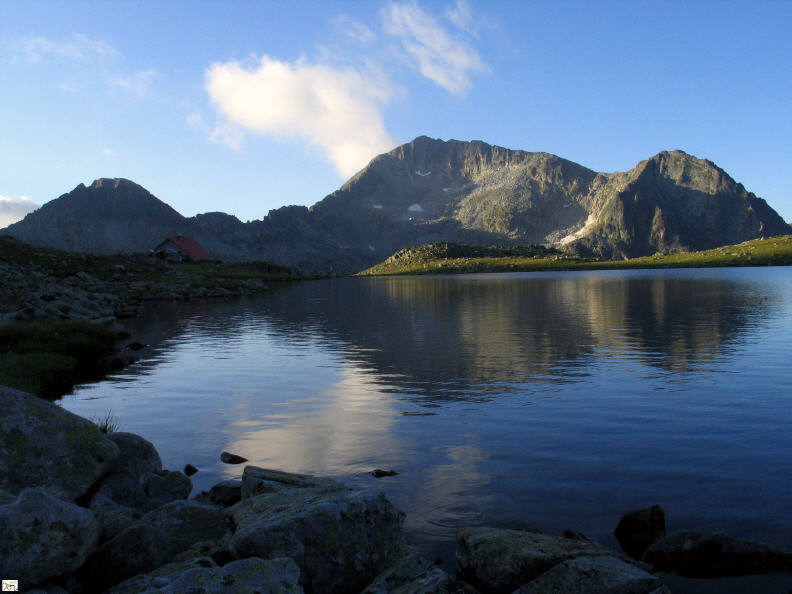
Пік Камениця і озеро Тевно Езеро
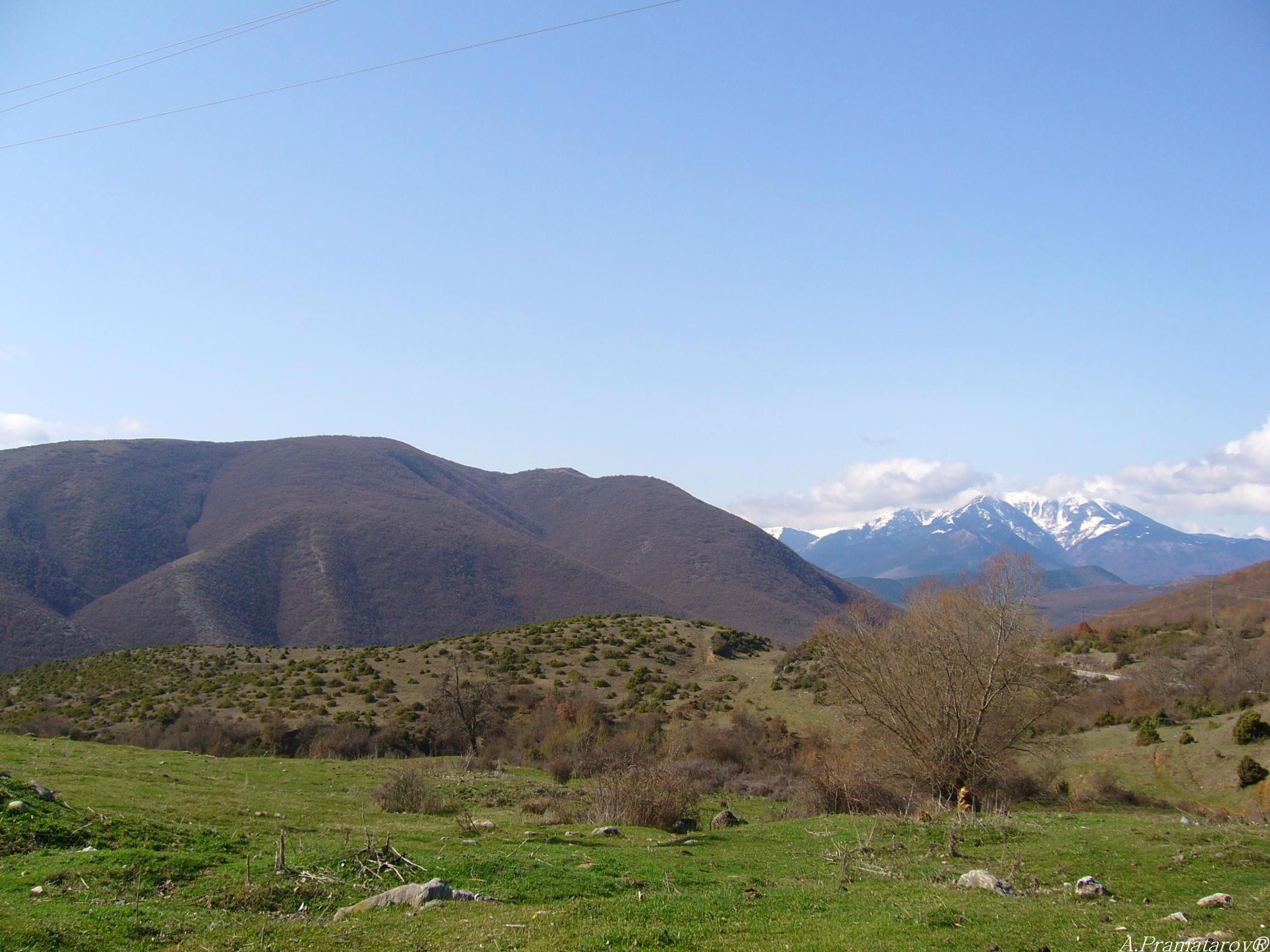
Гори Старгач і Слов'янкаГори Старгач і Слов'янка
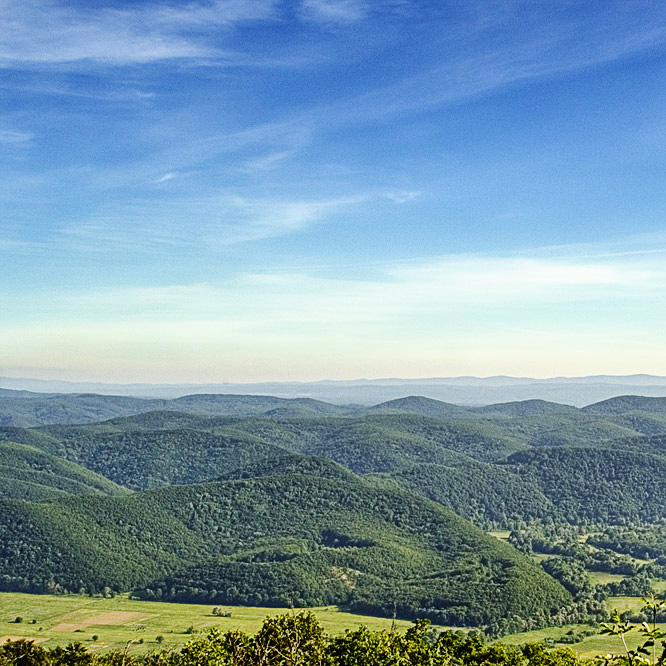
Вид з піку Папія, на Странджу
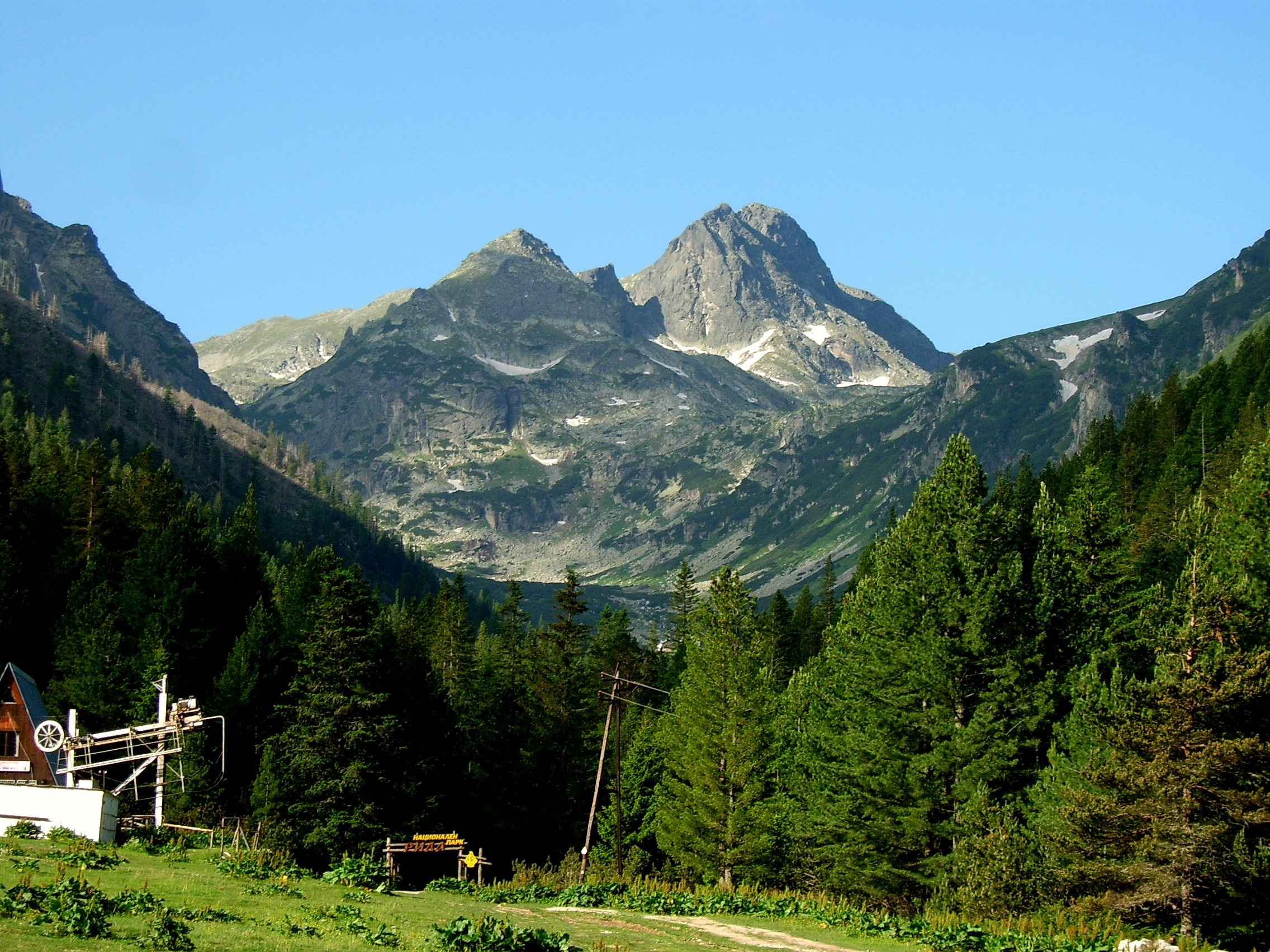
Пік Мальовиця

## Дивись також
- Список гірських вершин Піріна
- Рила
- Балканські гори
- Гори Родопи
- Список європейських надвидатних вершин
- Список найвищих європейських ультравидатних вершин
- Список гірських хребтів
- Найбільш ізольовані головні саміти Європи
- Найпівденніша льодовикова маса в Європі

## Зовнішні посилання
- Водач за българските планини (болг.)